# Venanson
Venanson (Venanson / Venansou [ve.na.ˈsu] ou [ve.nãn.ˈsu] dans le dialecte local) est une commune française située dans le département des Alpes-Maritimes, en région Provence-Alpes-Côte d'Azur.
Ses habitants sont appelés les Venansonnois, ou « venassians » [ve.na.ˈsjãns] dans le dialecte local (le venassounenc [ve.na.su.ˈnẽŋk]). On les surnomme également cugulés [ky.ɡy.ˈles].
Jusqu'en 1860, le nom officiel de la commune était en italien : Venanzone.

## Géographie

### Localisation
Le village est bâti sur une barre rocheuse, nid d'aigle surveillant la haute vallée de la Vésubie, dominant Saint-Martin-de-Vésubie, et située à 70 km de Nice.

### Géologie et relief
Le village est dominé par les sommets du pic de la Colmiane, du Conquet, et du Cayre Gros. De la place à l'entrée du village, on a une vue par beau temps sur les sommets du massif du Mercantour-Argentera.

### Catastrophes naturelles - Sismicité
Le 2 octobre 2020, de nombreux villages des diverses vallées des Alpes-Maritimes (Breil-sur-Roya, Fontan, Roquebillière, St-Martin-Vésubie, Tende...) sont fortement impactés par un "épisode méditerranéen" de grande ampleur. Certains hameaux sont restés inaccessibles jusqu'à plus d'une semaine après la catastrophe et l'électricité n'a été rétablie que vers le 20 octobre. L'Arrêté du 7 octobre 2020 portant reconnaissance de l'état de catastrophe naturelle a identifié 55 communes, dont Venanson , au titre des "Inondations et coulées de boue du 2 au 3 octobre 2020".
Commune située dans une zone de sismicité moyenne.

### Hydrographie et les eaux souterraines
Cours d'eau sur la commune ou à son aval :
- rivière la Vésubie,
- vallon du Monar,
- riou de Venanson.

### Climat
Pour des articles plus généraux, voir Climat de Provence-Alpes-Côte d'Azur et Climat des Alpes-Maritimes.
En 2010, le climat de la commune est de type climat des marges montargnardes, selon une étude du Centre national de la recherche scientifique s'appuyant sur une série de données couvrant la période 1971-2000. En 2020, Météo-France publie une typologie des climats de la France métropolitaine dans laquelle la commune est exposée à un climat de montagne ou de marges de montagne et est dans la région climatique  Var, Alpes-Maritimes, caractérisée par une pluviométrie abondante en automne et en hiver (250 à 300 mm en automne), un très bon ensoleillement en été (fraction d’insolation > 75 %), un hiver doux (8 °C) et peu de brouillards. 
Pour la période 1971-2000, la température annuelle moyenne est de 11 °C, avec une amplitude thermique annuelle de 16 °C. Le cumul annuel moyen de précipitations est de 1 060 mm, avec 5,9 jours de précipitations en janvier et 6,6 jours en juillet. Pour la période 1991-2020, la température moyenne annuelle observée sur la station météorologique de Météo-France la plus proche, « Saint-Martin-de-Vésubie-Obs », sur la commune de Saint-Martin-Vésubie à 2 km à vol d'oiseau, est de 11,4 °C et le cumul annuel moyen de précipitations est de 1 219,3 mm. 
La température maximale relevée sur cette station est de 36,5 °C, atteinte le 6 juillet 1982 ; la température minimale est de −12 °C, atteinte le 6 mars 1971,,. 
Les paramètres climatiques de la commune ont été estimés pour le milieu du siècle (2041-2070) selon différents scénarios d'émission de gaz à effet de serre à partir des nouvelles projections climatiques de référence DRIAS-2020. Ils sont consultables sur un site dédié publié par Météo-France en novembre 2022.

### Voies de communications et transports

#### Voies routières
- Commune accessible par la départementale M31 de Saint-Martin-de-Vésubie, située à 4 km.

#### Transports en commun
Transport en Provence-Alpes-Côte d'Azur
- Commune desservie par le réseau Lignes d'Azur[14].

### Communes limitrophes
| Valdeblore | Saint-Martin-Vésubie | Saint-Martin-Vésubie |
| Marie      | Venanson             | Roquebillière        |
| Clans      | Utelle               | Lantosque            |

### Intercommunalité
Commune membre de la Métropole Nice Côte d'Azur.

## Urbanisme
La commune est intégrée dans le plan local d'urbanisme métropolitain approuvé le 25 octobre 2019.

### Typologie
Au 1er janvier 2024, Venanson est catégorisée commune rurale à habitat dispersé, selon la nouvelle grille communale de densité à 7 niveaux définie par l'Insee en 2022.
Elle est située hors unité urbaine. Par ailleurs la commune fait partie de l'aire d'attraction de Nice, dont elle est une commune de la couronne,. Cette aire, qui regroupe 100 communes, est catégorisée dans les aires de 200 000 à moins de 700 000 habitants,.

### Occupation des sols
L'occupation des sols de la commune, telle qu'elle ressort de la base de données européenne d’occupation biophysique des sols Corine Land Cover (CLC), est marquée par l'importance des forêts et milieux semi-naturels (99 % en 2018), une proportion sensiblement équivalente à celle de 1990 (99,3 %). La répartition détaillée en 2018 est la suivante : 
forêts (71,8 %), milieux à végétation arbustive et/ou herbacée (27,3 %), espaces verts artificialisés, non agricoles (1 %).
L'évolution de l’occupation des sols de la commune et de ses infrastructures peut être observée sur les différentes représentations cartographiques du territoire : la carte de Cassini (XVIIIe siècle), la carte d'état-major (1820-1866) et les cartes ou photos aériennes de l'IGN pour la période actuelle (1950 à aujourd'hui).

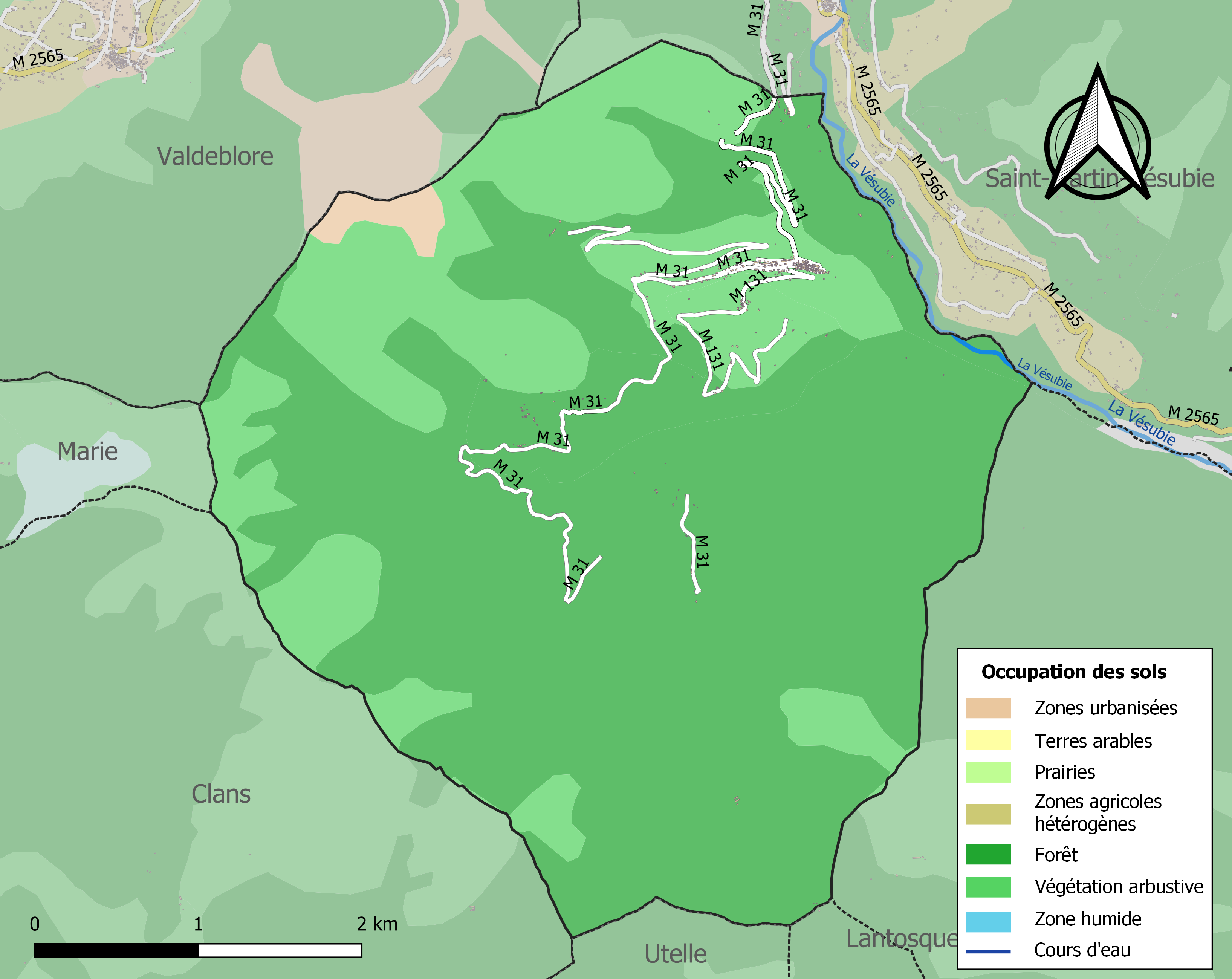
Carte de l'occupation des sols de la commune en 2018 (CLC).

## Histoire
- L'évêque Raimond Ier (1064-1074) participe à des restitutions de biens et de dîmes usurpés à l'Église, notamment à Venanson.
- Le 25 novembre 1064, Hugues Rostains, apparenté à la famille comtale de Glandevès, donne au chapitre de Cimiez la quatrième partie du château de Venanson. Ce château a disparu aujourd'hui, mais on suppose qu'il se trouvait sur le rocher occupé par le village. L'existence de Venanson est plus ancienne parce que des redevances censitaires et emphytéotiques avaient déjà été prévues sur les biens du site.
- Le cartulaire du chapitre de la cathédrale de Nice conserve une charte du 15 mai 1067 mentionnant la donation des dîmes de Venatione au chapitre de l'église Sainte-Marie de Cimiez par les Rostaing-Raynardi.
- En 1388, le baron de Beuil se met sous la protection du comte de Savoie pour se défendre de la famille d'Anjou. Il s'oblige à remettre au comte les pays de la région de Nice, dont Venanson.
- L'évêque de Nice, Louis de Glandevès, fonde en septembre 1428 un archidiaconat en faveur de son grand vicaire, Michel de Bellegarde, comprenant les donations des seigneuries de Venanson et Saint-Martin-Lantosque. Son successeur, Antoine Salvanhi, protestera de cette donation auprès du cardinal-légat d'Avignon en 1455. Mais elle a été confirmée car les dons étaient constitués de biens patrimoniaux de le la maison de Glandevès.
- Le 8 juillet 1496, après la mort de Charles Jean Amédée de Savoie, les députés de Venanson prêtent serment à son successeur Philippe II de Savoie.
- Le duc Emmanuel-Philibert de Savoie doit intervenir pour résoudre un conflit entre les communautés de Venanson et de Saint-Martin-Vésubie, en 1560.
- Le 20 juillet 1564, un violent tremblement de terre fait 38 morts et 11 blessés à Venanson[21].
- À partir de 1700, la seigneurie des Thorame-Glandevès est érigée en comté au profit de la famille Alziari. Le comté passe ensuite aux Genesi, aux Laurenti, aux Trincheti et aux Belli.

## Politique et administration
| Période                                  | Période   | Identité          | Étiquette | Qualité              |
| ---------------------------------------- | --------- | ----------------- | --------- | -------------------- |
| Les données manquantes sont à compléter. |           |                   |           |                      |
| 1860                                     | 1869      | François Guigo    |           |                      |
| 1870                                     | 1872      | Celestin Guigo    |           |                      |
| 1872                                     | 1878      | François Guigo    |           |                      |
| 1878                                     | 1880      | F Guigo           |           |                      |
| 1880                                     | 1887      | Louis Guigo       |           |                      |
| 1887                                     | 1888      | Philippe Guigonis |           |                      |
| 1888                                     | 1919      | Louis Guigo       |           |                      |
| 1919                                     | 1928      | Philippe Guigo    |           |                      |
| 1928                                     | 1934      | Louis Guigonis    |           |                      |
| 1934                                     | 1965      | Maurice Franco    |           |                      |
| 1965                                     | 1983      | Joseph Civalier   |           |                      |
| 1983                                     | 1989      | Jean Ravera       |           |                      |
| 1989                                     | mars 2008 | Gilbert Miloni    | UMP       |                      |
| mars 2008                                | 2020      | Claude Guigo      | PCF       | Agriculteur retraité |
| 2020                                     |           | Loetitia Loré     |           | Gérante d’entreprise |

### Budget et fiscalité 2019
En 2019, le budget de la commune était constitué ainsi :
- total des produits de fonctionnement : 289 000 €, soit 1 830 € par habitant ;
- total des charges de fonctionnement : 245 000 €, soit 1 549 € par habitant ;
- total des ressources d'investissement : 271 000 €, soit 1 715 € par habitant ;
- total des emplois d'investissement : 282 000 €, soit 1 786 € par habitant ;
- endettement : 559 000 €, soit 3 535 € par habitant.

Avec les taux de fiscalité suivants :
- taxe d'habitation : 14,28 % ;
- taxe foncière sur les propriétés bâties : 12,85 % ;
- taxe foncière sur les propriétés non bâties : 19,17 % ;
- taxe additionnelle à la taxe foncière sur les propriétés non bâties : 0,00 % ;
- cotisation foncière des entreprises : 0,00 %.

Chiffres clés Revenus et pauvreté des ménages en 2017 : médiane en 2017 du revenu disponible, par unité de consommation : 18 900 €.

## Population et société

### Démographie

#### Évolution démographique
L'évolution du nombre d'habitants est connue à travers les recensements de la population effectués dans la commune depuis 1793. Pour les communes de moins de 10 000 habitants, une enquête de recensement portant sur toute la population est réalisée tous les cinq ans, les populations de référence des années intermédiaires étant quant à elles estimées par interpolation ou extrapolation. Pour la commune, le premier recensement exhaustif entrant dans le cadre du nouveau dispositif a été réalisé en 2006.

En 2022, la commune comptait 197 habitants, en évolution de +25,48 % par rapport à 2016 (Alpes-Maritimes : +2,85 %, France hors Mayotte : +2,11 %).
| 1793 | 1800 | 1806 | 1822 | 1838 | 1848 | 1858 | 1861 | 1866 |
| ---- | ---- | ---- | ---- | ---- | ---- | ---- | ---- | ---- |
| 192  | 200  | 237  | 266  | 258  | 237  | 253  | 253  | 244  |

| 1872 | 1876 | 1881 | 1886 | 1891 | 1896 | 1901 | 1906 | 1911 |
| ---- | ---- | ---- | ---- | ---- | ---- | ---- | ---- | ---- |
| 266  | 245  | 248  | 251  | 239  | 268  | 268  | 274  | 243  |

| 1921 | 1926 | 1931 | 1936 | 1946 | 1954 | 1962 | 1968 | 1975 |
| ---- | ---- | ---- | ---- | ---- | ---- | ---- | ---- | ---- |
| 190  | 174  | 163  | 204  | 160  | 114  | 91   | 103  | 84   |

| 1982 | 1990 | 1999 | 2006 | 2011 | 2016 | 2021 | 2022 | - |
| ---- | ---- | ---- | ---- | ---- | ---- | ---- | ---- | - |
| 106  | 95   | 123  | 142  | 154  | 157  | 185  | 197  | - |

### Enseignement
Établissements d'enseignements :
- Écoles maternelles et primaires à Saint-Martin-Vésubie, Belvédère,
- Collèges à Roquebillière, Saint-Sauveur-sur-Tinée,
- Lycée à Valdeblore.

### Santé
Professionnels et établissements de santé :
- Médecins à Saint-Martin-Vésubie, Roquebillière,
- Pharmacies à Saint-Martin-Vésubie, Roquebillière,
- Hôpitaux à Saint-Martin-Vésubie, Roquebillière.

### Cultes
- Culte catholique, Paroisse de la Vésubie[30], Diocèse de Nice.

## Économie

### Entreprises et commerces

#### Agriculture
- Vacherie de Salès[31].
- Apiculteur.
- Safranière[32].

#### Tourisme
- Auberge[33]
- Gîte communal[34].

#### Commerces
- Point relais services[35].

## Culture locale et patrimoine

### Lieux et monuments
- La chapelle Saint-Sébastien[36], dite chapelle Sainte-Claire[37] du XVe siècle est l'un des ensembles les plus achevés de l'art niçois, entièrement couverte des fresques de Giovanni Baleison, remarquablement composées[38]. Le peintre a daté la fin de réalisation des fresques du 26 juillet 1481 : Anno Domini MCCCCLXXXI die 26 Julli. Han capellem fecit fieri communitas. Venansonii-ad honorem Dei Sanctissime. Virginis Mariae Matris eius et Sanctis...dominus Guilhelmus coni...tavit et ordi (navit)...Baleison....habit...

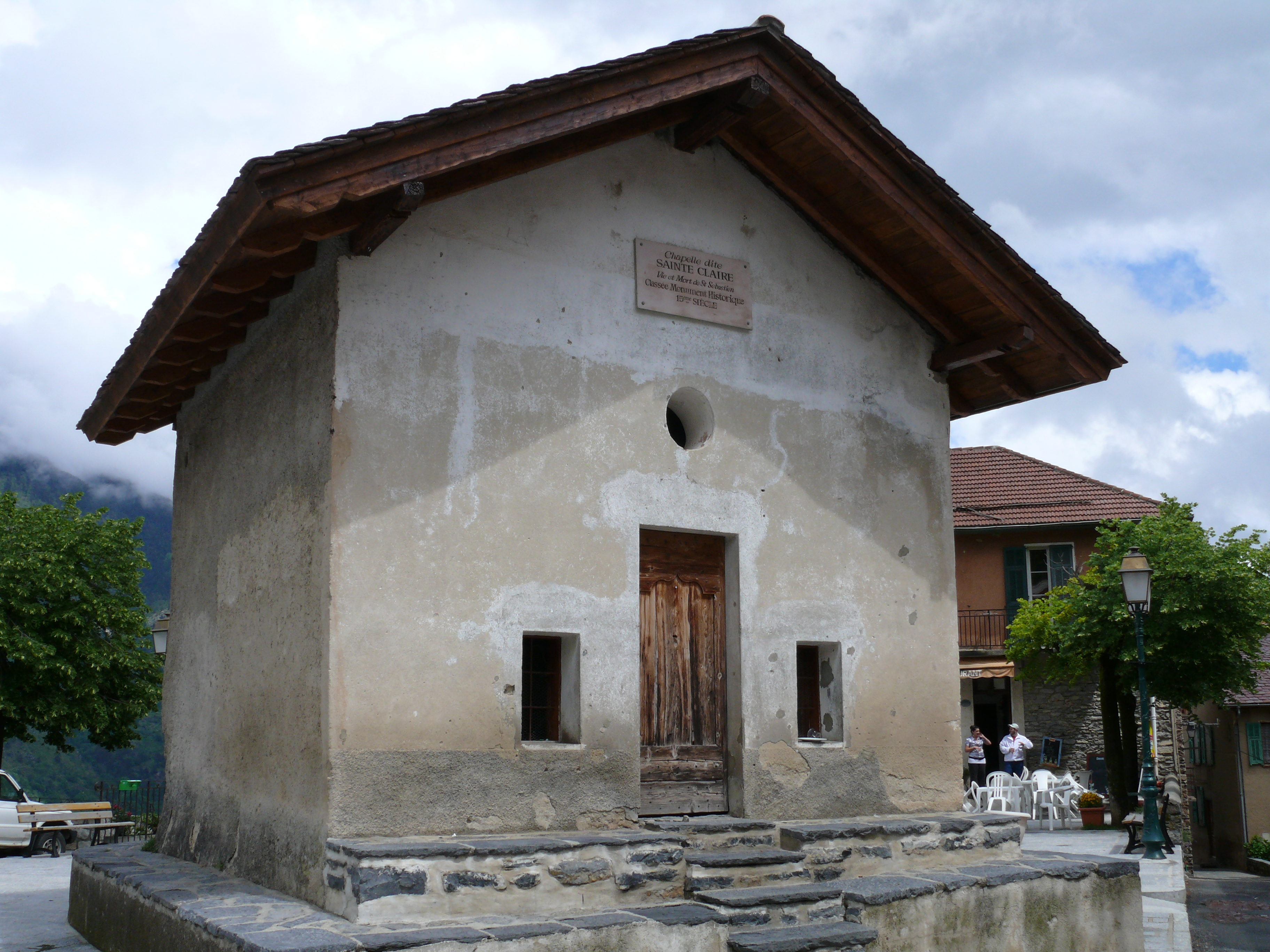
Chapelle Sainte-Claire.
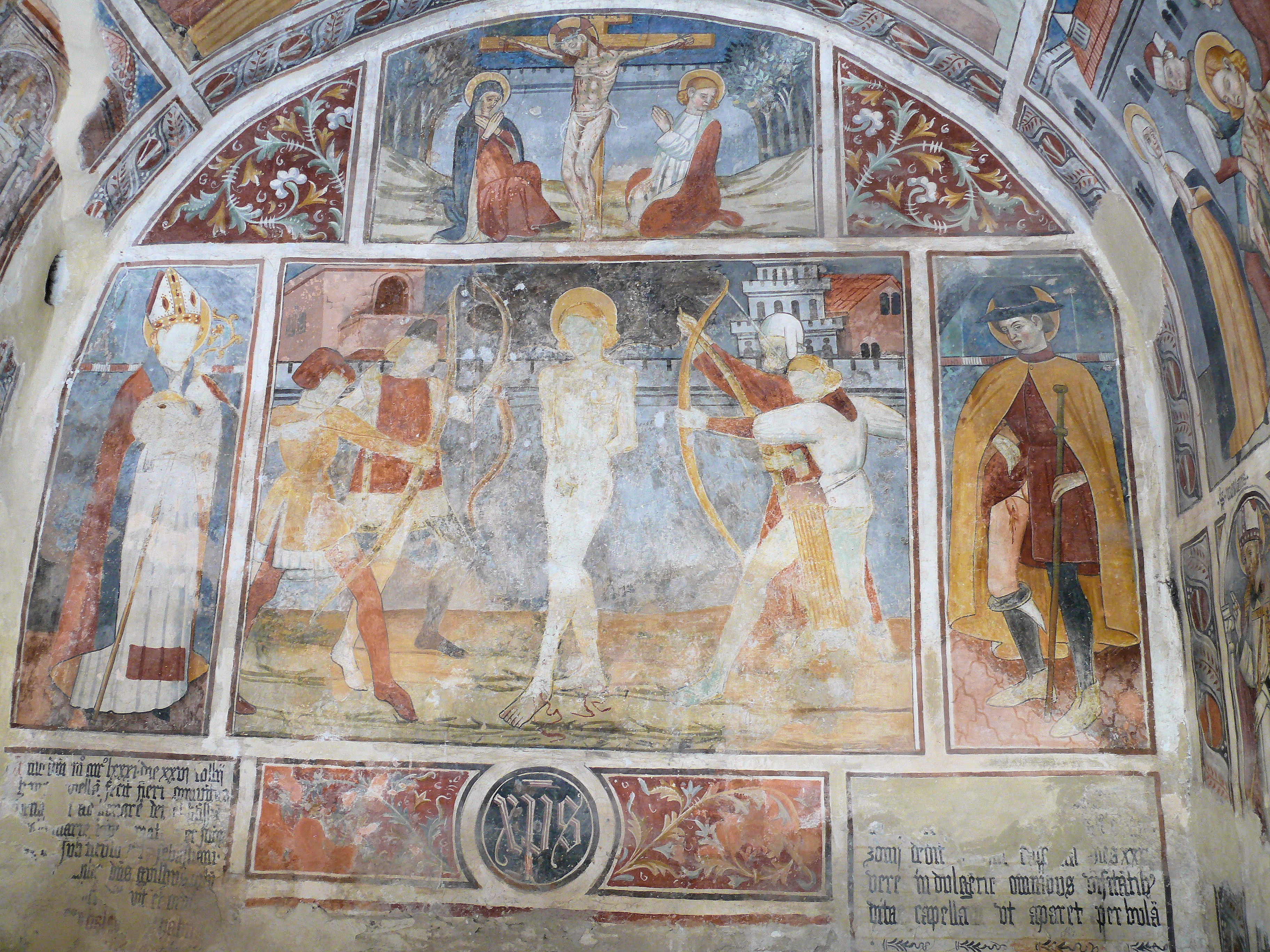
Supplice de saint Sébastien.
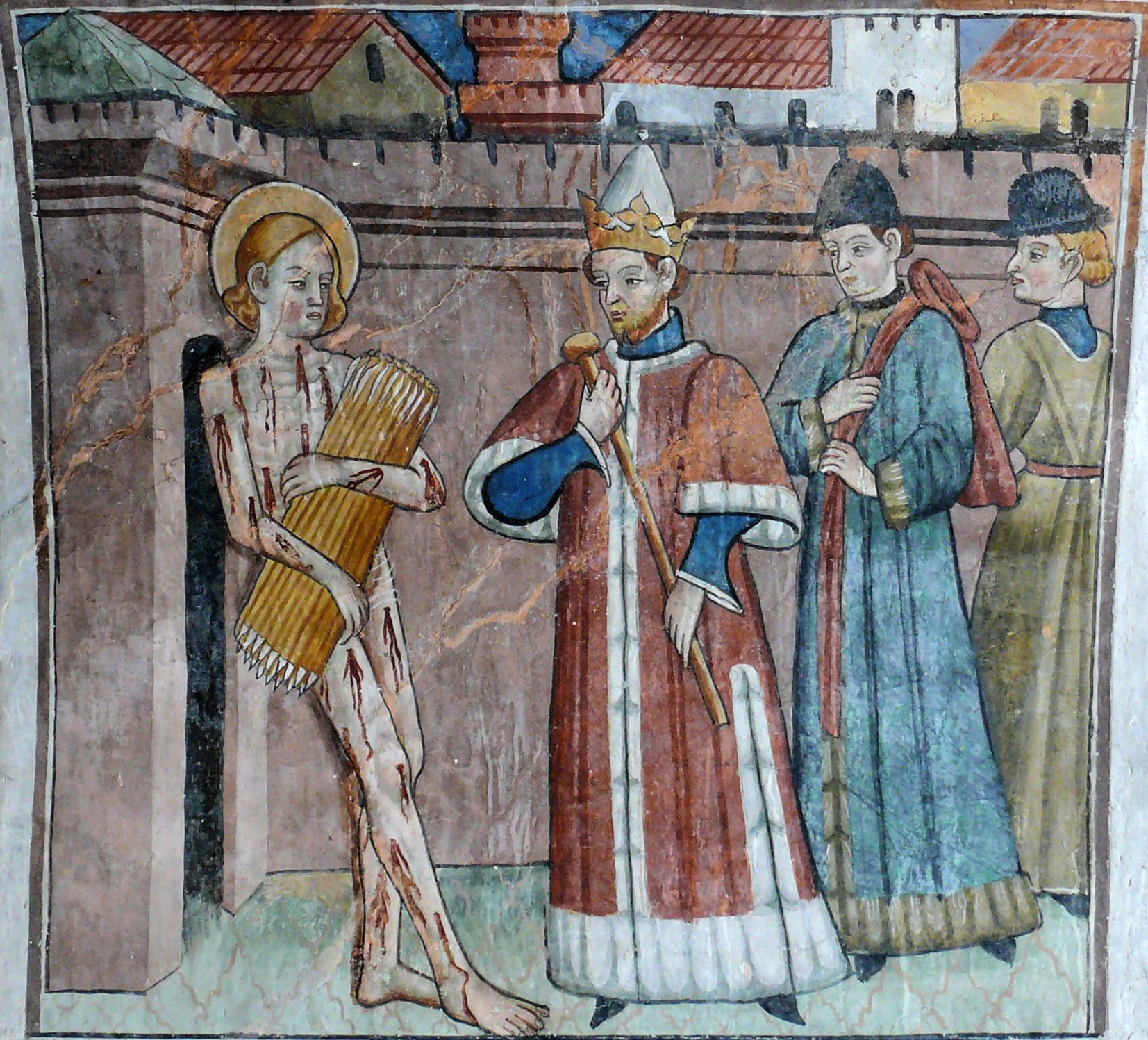
Saint Sébastien ramène les flèches à Dioclétien et lui reproche sa conduite.
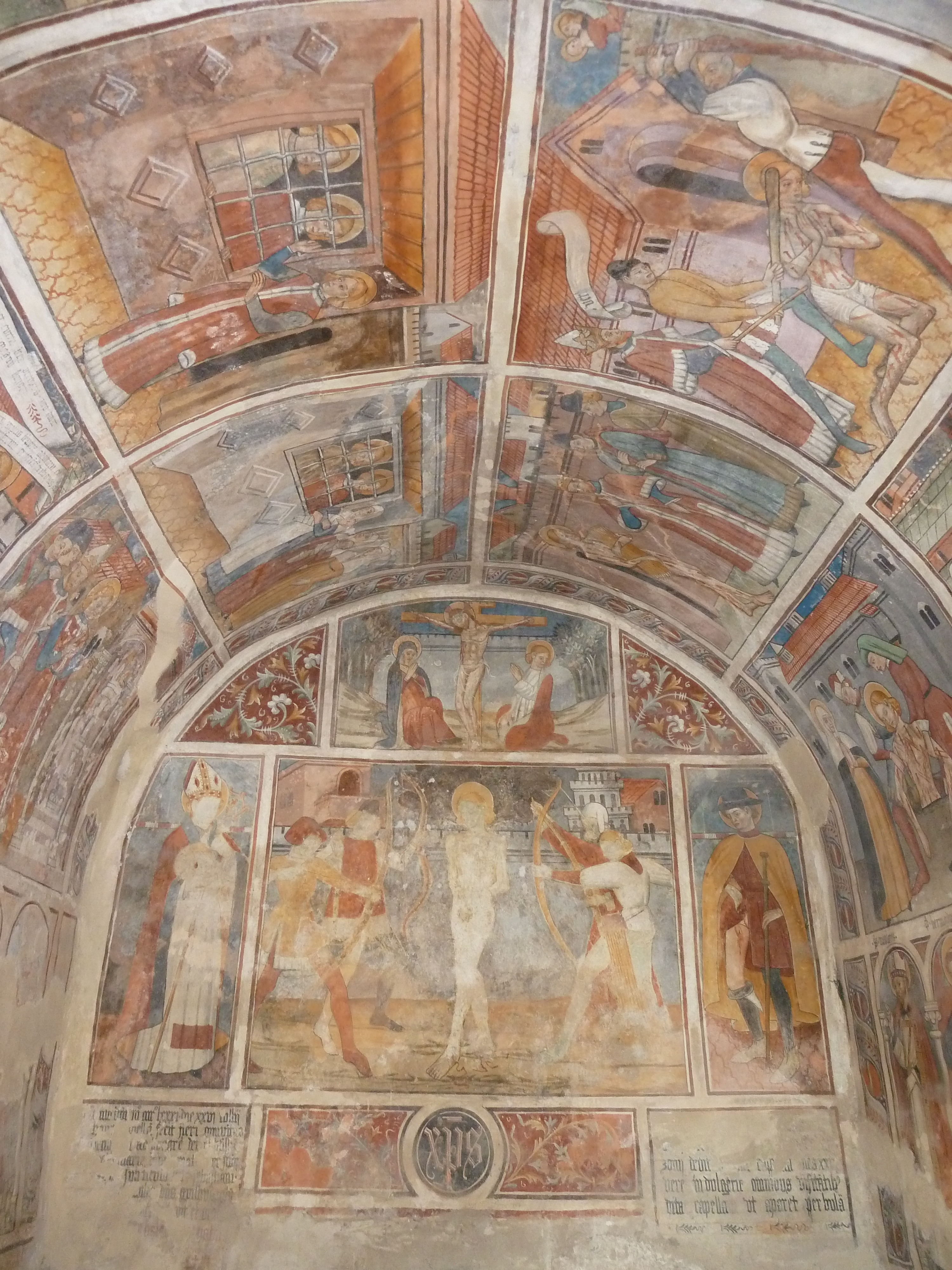
Fresques de Giovanni Baleison.
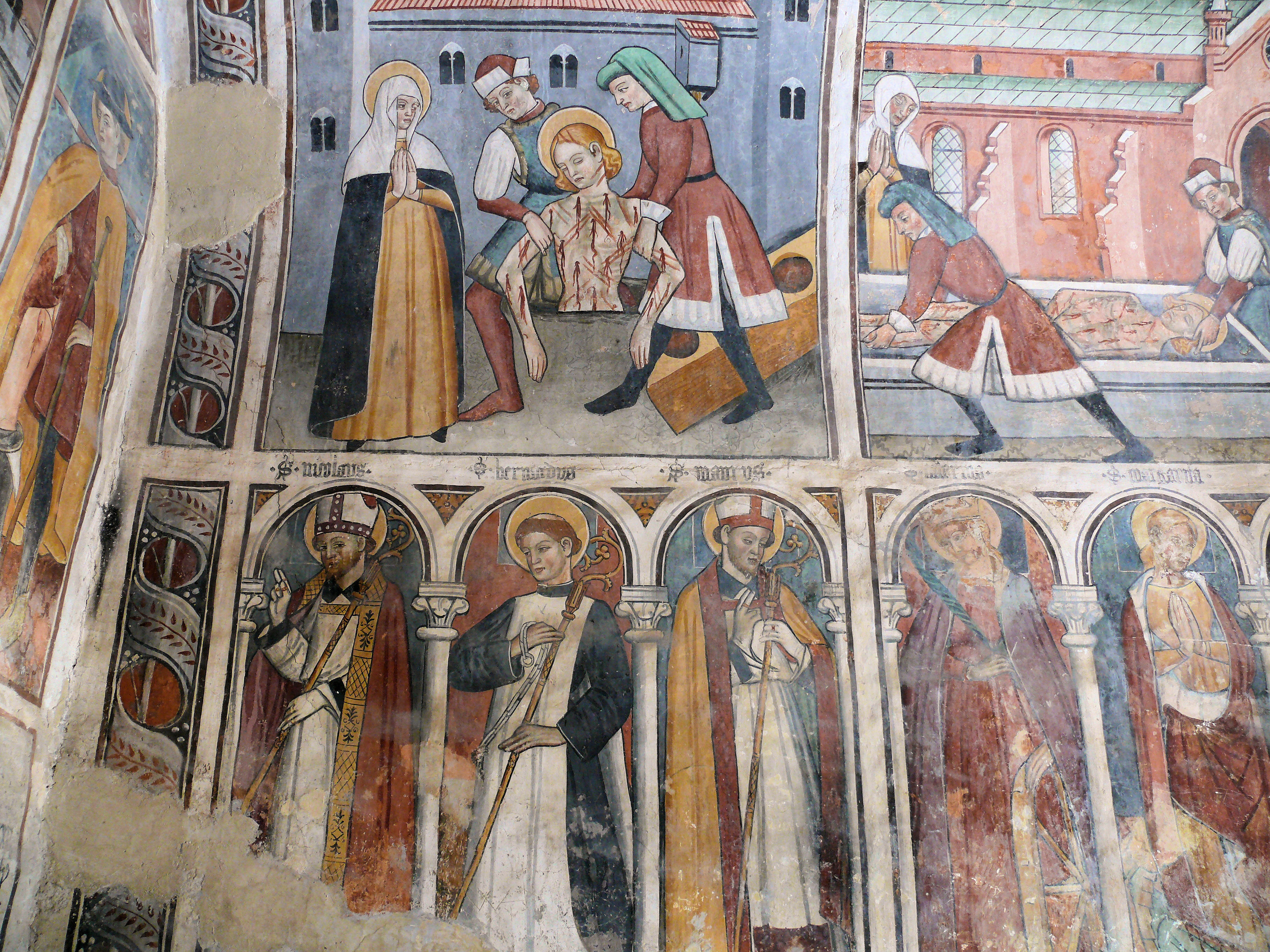
À gauche, saint Roch. Sainte Lucine fait retirer d'une fosse le corps de saint Sébastien, à droite, elle le fait inhumer. Dessous, fresque des saints et saintes protecteurs.

- L'église Saint-Michel[39] datant du XVIIe siècle. Elle n'a pas de façade et possède une tour-clocher servant de porche à l'église. Elle possède un tableau de 1645 représentant le donateur Claude Guigonis, propriétaire et notaire du village, qui a fait reconstruire l'église[40].
- La chapelle des Pénitents Blancs, placée à côté de l'église.
- La chapelle Saint-Roch[41], située à 1 km du village, à l'ouest. Des fresques racontant la vie du saint protecteur du village contre la peste y ont été peintes par Paul Macario (1987)[42].
- La chapelle du Libaret[43].
- Le patrimoine rural : grange[44], lavoir.
- Le monument aux morts[45].
- Ouvrage fortifié dit ouvrage d'avant-poste de Conchetas ou du  Conquet[46],[47],[48],[49].

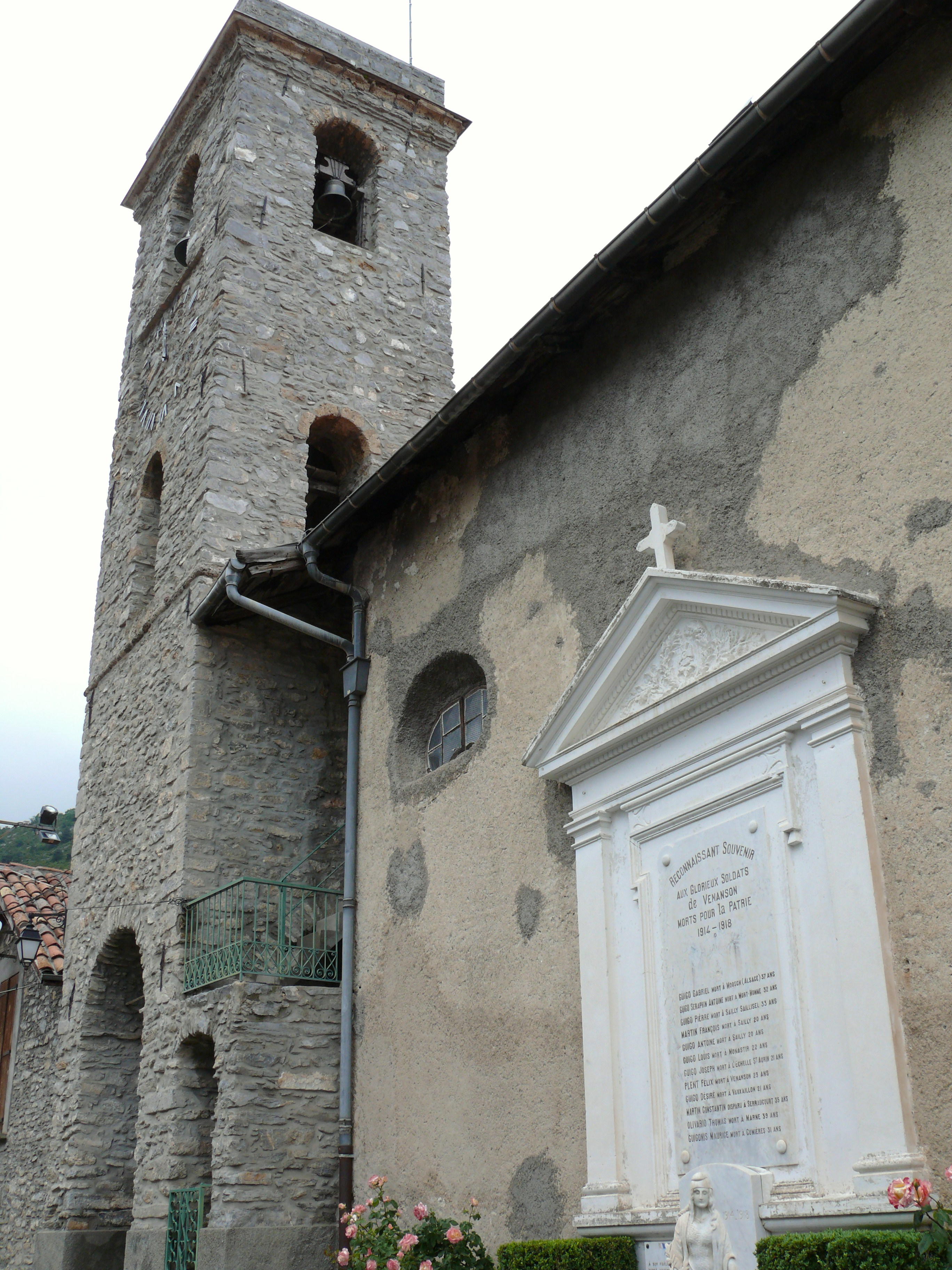
L'église Saint-Michel.
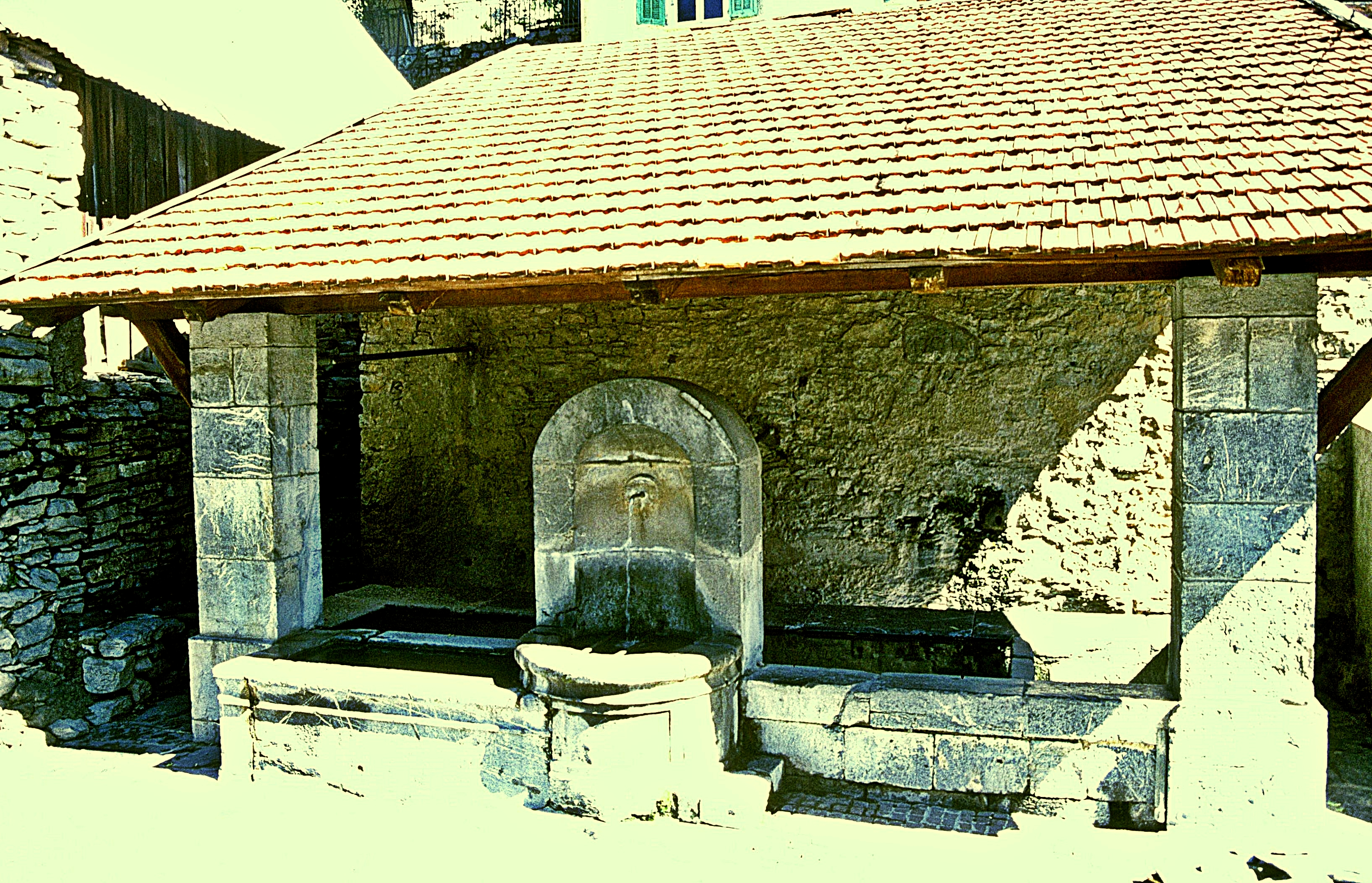
Lavoir.
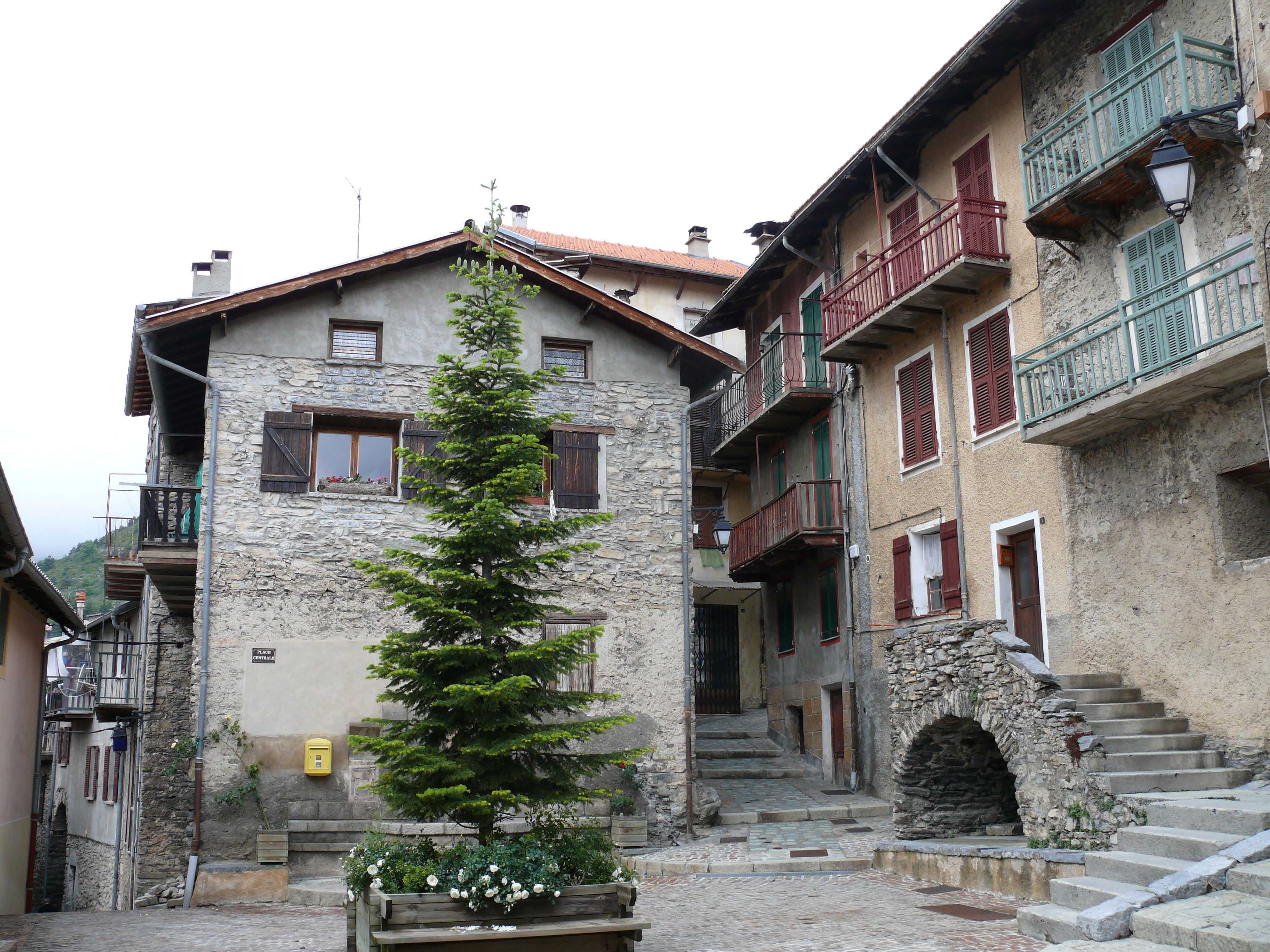
Place centrale.
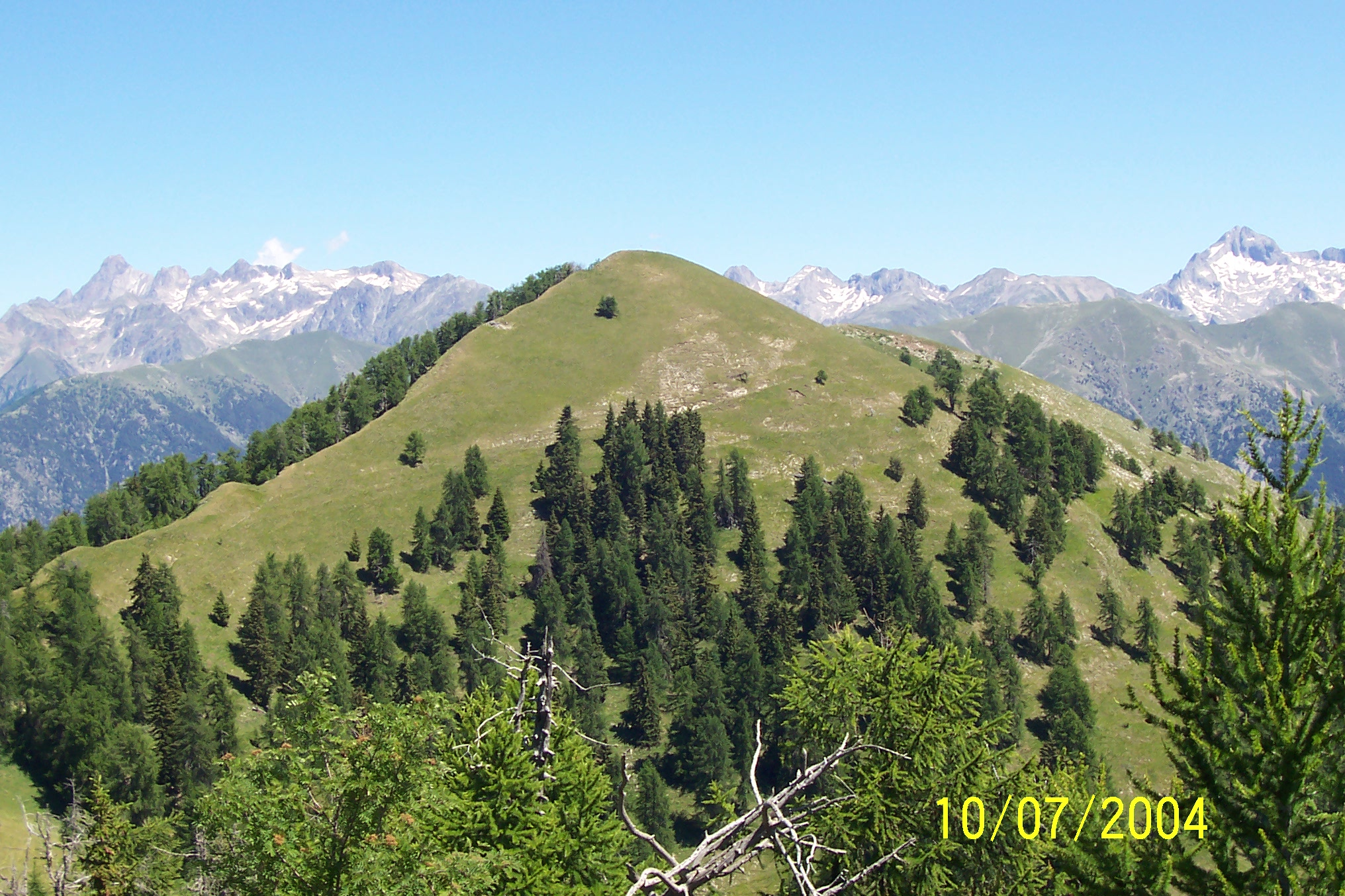
Argentera - Courpatou - & Gelàs from Siruol.

### Venanson et le cinéma
Le film Le Cas du docteur Laurent, avec Jean Gabin dans le rôle d’un médecin parisien introduisant les méthodes d’accouchement sans douleur dans l’arrière-pays montagnard, a été tourné à Venanson.

### Héraldique
| Blason de Venanson | Blason  | D’azur à la hache d’armes et au bourdon de pèlerin passés en sautoir, le tout d’or, accompagnés de quatre tours d’argent aux cantons de l’écu. |
| Blason de Venanson | Détails | Le statut officiel du blason reste à déterminer.                                                                                               |

## Personnalités liées à la commune
- Raimond Ier, évêque de Marseille de 1073 à 1122, qui a participé à des restitutions de biens et de dîmes usurpés à l'église, notamment à Venanson.
- Giovanni Baleison, qui a réalisé les décors "le cycle de la vie et de la mort de saint Sébastien", terminés le 26 juillet 1481, de la chapelle Sainte-Claire à Venanson